# Kontorhaus Leder-Schüler

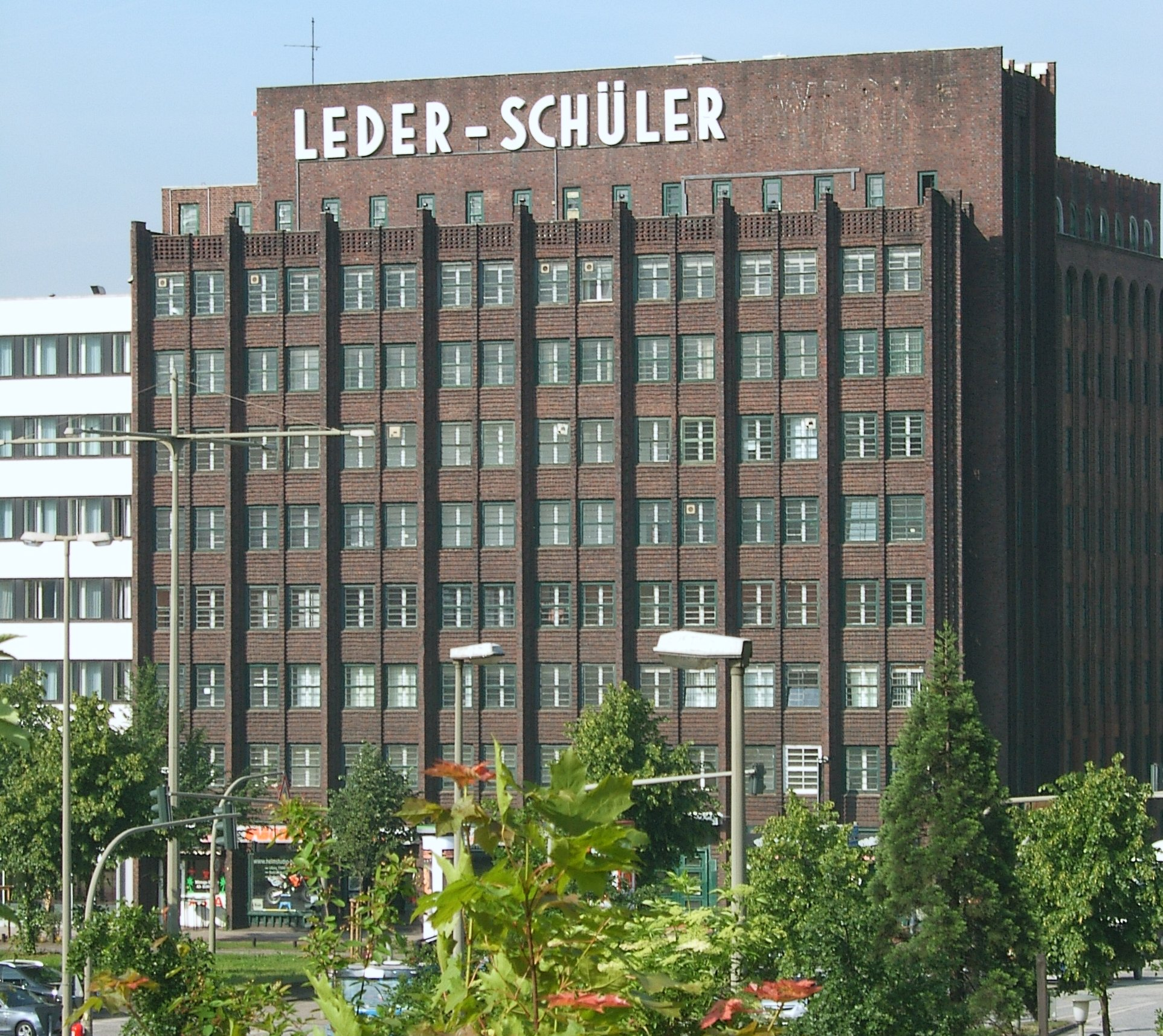
Ansicht vom Heidenkampsweg (2006). Der Schriftzug an der Dachfassade lautete ursprünglich LEDER-SCHÜLER-WERKE.

Das Kontorhaus Leder-Schüler am Verkehrsknotenpunkt
Berliner Tor in Hamburg-Hammerbrook (Heidenkampsweg und 32 bis 34, Nordkanalstraße 58) wurde 1927–1928 für ein lederverarbeitendes Unternehmen erbaut. Das von Fritz Höger im Architekturstil des Expressionismus entworfene Gebäude mit dunkler Klinkerfassade und grünen Sprossenfenstern steht unter Denkmalschutz.

## Baubeschreibung

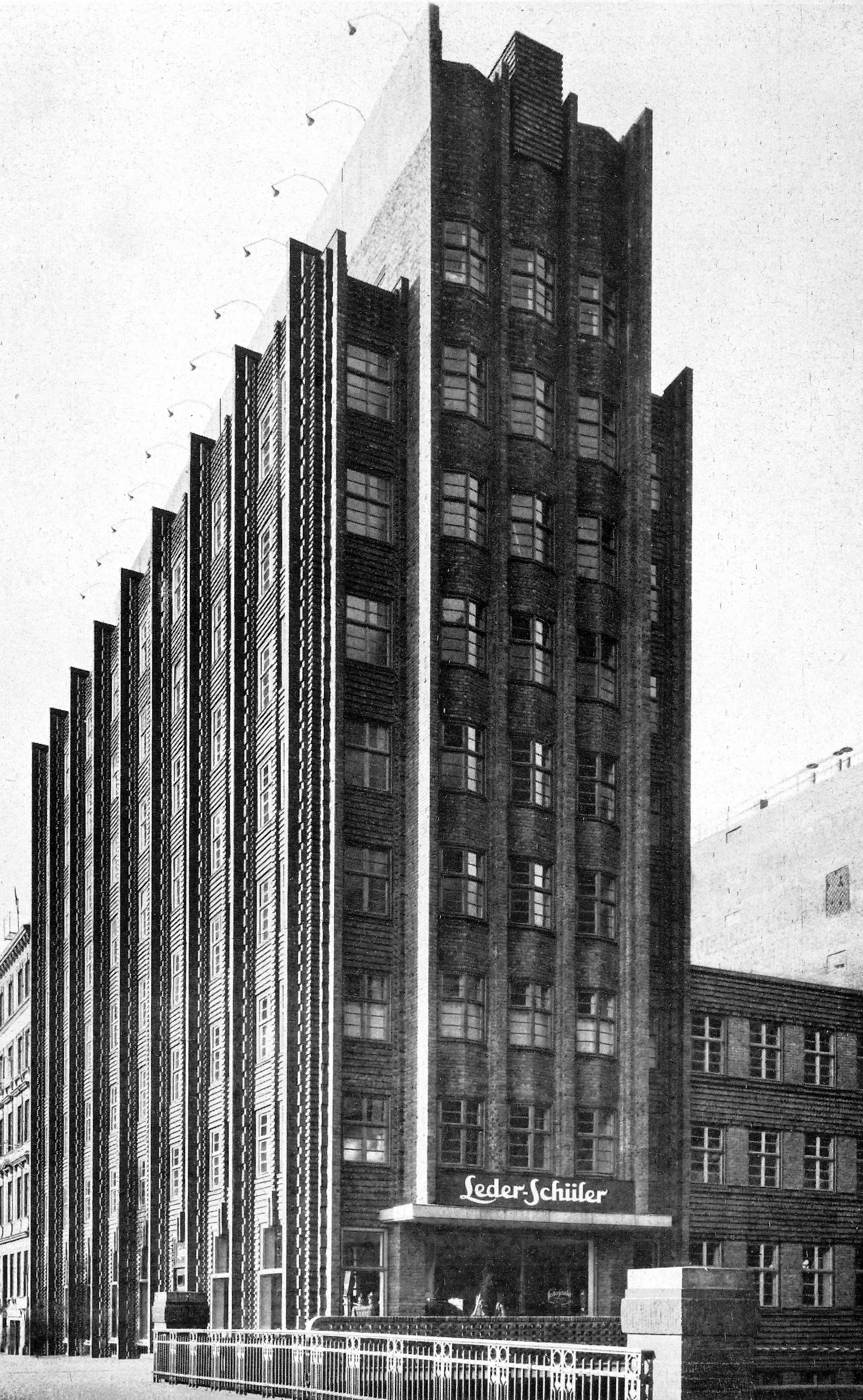
Zeitgenössische Fotografie von Carl Dransfeld (vor 1938), mit Blick auf die Fassade zum Nordkanal. Zu erkennen ist der ursprüngliche Hochhaus-Charakter durch die noch niedrige Nachbarbebauung.

Stilistisch finden sich Anleihen zu den ersten Wolkenkratzern in Chicago.:43 Dies betrifft die oberste Fensterreihe zum Heidenkampsweg, die kleinteilige Gestaltung der Hauptfassade mit gleichtaktigen Blockreihen und die Auslegung des Gebäudes als „vielgeschossiger Container“:43 zum Zwecke der Herstellung und Vermarktung. Auch für die kubischen Verschachtelungen bediente sich der Architekt Fritz Höger bei den amerikanischen Vorbildern.:285 Typisch für Höger ist das Konzept der Staffelgeschosse: Den Haupt-Baukörper flankierende Nebenbauten lassen die Schmalseite an einen Stufengiebel erinnern. Eine ähnliche Gestaltung findet sich bei dem Kesselhaus in Rendsburg, der Friedhofskapelle in Delmenhorst oder beim Rathaus Wilhelmshaven.:313 Daneben gibt es beim Kontorhaus Leder-Schüler charakteristische Eigenschaften, die der Amsterdamer Schule folgen: die unterschiedlich ausgearbeiteten Fassaden zu den angrenzenden Straßen oder der wie ein Hochhaus hervorragende Baukörper zum damals hier verlaufenden Nordkanal (heute Nordkanalstraße; durch die spätere Aufstockung des Nebengebäudes wurde der Eindruck stark verändert). Die den Block bestimmende Expressivität ist ebenfalls typisch für die Amsterdamer Schule.:43 Das Kontorhaus überstand den Zweiten Weltkrieg unbeschadet, trotz Flächenbombardements auf das industriell geprägte Hammerbrook.:124

## Nutzungsgeschichte
Das Gebäude und Grundstück befand sich bis 2019 in Familienbesitz. Die Grundstücksverwaltung Leder-Schüler vermietete darin Gewerbeflächen, Wohnungen, Büros und Praxen. Die Kellerräume des Gebäudes beherbergten zeitweise bedeutende Locations der Hamburger Musikszene: Ab 1946 das „Tangorett“, ab 1965 den „Cotton Club“, ab 1966 das „Danny’s Pan“, Anfang der 1980er das „Noise“, ab 1985 das „FRONT“, ab 1997 das „Chocolate City“. Bis 2012 befand sich hier der Musikclub „Shake!“. Im Erdgeschoss befand sich in den 1990er-Jahren das „Zillo“, das ab Mitte 1996 vom „Tonwerk“ abgelöst wurde. In beiden Clubs wurde vornehmlich Musik aus den Bereichen Gothic und Alternativ gespielt. Im Haus Heidenkampsweg 32 war das Hotel Ambassador der Novum-Hospitality-Gruppe untergebracht.
2016 musste ein Gerüst angebracht werden, damit Passanten nicht von herabfallenden Fassadenteilen getroffen werden. Im Sommer 2019 erwarb die Immobilie die Münchener Reiß & Co. Gruppe im Rahmen eines Joint Ventures mit der PEG (Projektentwicklungsgesellschaft Hamburg mbH). 2019 wurde das Gebäude geräumt und sollte 2021 wegen Einsturzgefahr – mit Zustimmung des Denkmalschutzamtes – abgerissen werden. Als Schadensursachen wurden „verrottete Holzpfähle in feuchtem Untergrund und verrostete Teile des Stahlskelettbaus“ genannt, die eine denkmalgerechte Sanierung unmöglich genmacht hätten. Im Juli 2025 veröffentlichten Reiß und PEG das Neubaukonzept zu einem elfstöckigen Hotelkomplex mit 430 Zimmern als „Giga-Projekt“. Der Abriss des Baudenkmals soll im ersten Quartal 2026 beginnen; die Fertigstellung ist für 2030 geplant.